# 4777 Aksenov
4777 Aksenov eller 1976 SM2 är en asteroid i huvudbältet som upptäcktes den 24 september 1976 av den rysk-sovjetiske astronomen Nikolaj Tjernych vid Krims astrofysiska observatorium på Krim. Den har fått sitt namn efter den rysk-sovjetiske astronomen Jevgenij Aksjonov (1933–1995).
Asteroiden har en diameter på ungefär tre kilometer.